# Соня Гважажара
Соня Боне Гважажара (порт. Sônia Bone Guajajara; нар. 6 березня 1974 року, Мараньян) — бразильська активістка, правозахисниця, діячка рухів корінних жителів, екологічних організацій і лівих сил.

## Життєпис
Народилася в родині представників народу гуажажара в селі в тропічних лісах Амазонки в Мараньяні. Закінчила сільськогосподарський коледж у Мінас-Жерайсі і Федеральний університет Мараньян, де вивчала гуманітарні науки, спеціальну педагогіку і сестринську справу.
У 2017 році екосоціалістична течія Партії соціалізму і свободи на сайті 518anosdepois.com (відсилання до 518 років європейської колонізації Бразилії) запропонувала Соню Гуажажару як потенційну кандидатуру від партії на президентських виборах 2018 року з відповідним маніфестом «За місцеву, антикапіталістичну й екосоціалістичну кандидатуру». У підсумку 3 лютого 2018 року її висунули кандидаткою від Партії соціалізму і свободи на пост віцепрезидента Бразилії як напарника кандидата в президенти Гільєрме Булоса, лідера Руху бездомних трудящих. Вони набрали 617122 (0,58 %) голосів.
Таким чином, Гуажажара є однією з двох перших представників корінних народів, які балотувалися до федеральних органів виконавчої влади в Бразилії — другим був її політичний супротивник Амілтон Моуран.
Гуажажара є лідером Асоціації корінних народів Бразилії — організації, що представляє близько 300 корінних етнічних груп у Бразилії. Відома як організатор низки демонстрацій на підтримку прав бразильських індіанців і 2013 року організувала зустріч лідерів з тодішнім президентом Бразилії Ділмою Русеф. Нині активно виступає проти політики вкрай правого президента Жаїра Болсонару як небезпечної для навколишнього середовища, індіанського населення, жінок та трудящих Бразилії. 2017 року співачка Аліша Кіз надала їй слово під час свого шоу Rock in Rio, щоб Гуажажара виступила з промовою про невідкладність збереження лісів Амазонії.
2015 року Соню Гуажажару нагороджено бразильським Орденом Культурних заслуг. Також її нагороджено медалями штату Мараньян і Правозахисного центру імені отця Жозиму. Має право голосу в Раді ООН з прав людини.